# Pardo (apellido)
Pardo es un apellido español, que tiene su origen en Galicia[cita requerida] y está muy extendido por toda la península ibérica. Procede del latín pardus, "leopardo", por el color oscuro de este felino.

## Historia
El apellido está documentado desde fines del siglo XI.
A principios del siglo XIII, Aznar Pardo, valiente guerrero, pasó de Galicia al reino de Aragón donde fue mayordomo mayor del rey don Pedro. En la guerra contra los moros se distinguió en la batalla de las Navas de Tolosa, en el año 1212.
Varios Pardo participaron de la Reconquista y fundaron solares en Toledo y Burgos. Otros establecieron casas solares en Alcantarilla, Águilas, Los Dolores del Plan, Beniaján, Molina de Segura, Puente Tocinos y San Javier. 

## Heráldica

### Pardo
| Blason à dessiner | El escudo Pardo está blasonado así: En campo de oro, tres pinos de sinople. El primitivo. |

| Blason à dessiner | El escudo Pardo está blasonado así: Partido: 1º, en campo de azur, cinco pinos de su color natural, y 2º, en campo de gules, un pino de plata, rodeado de cinco flores de lis de oro. Asturias. |

| Blason à dessiner | El escudo Pardo está blasonado así: En campo de oro, un águila de sable, exployada, y en punta, tres hachas de sinople, encendidas. Aragón. |

| Blason à dessiner | El escudo Pardo está blasonado así: En campo de gules, un monte de oro, manchado de sinople y surmontado de un sol de oro. Burgos, Espinosa de los Monteros. |

| Blason à dessiner | El escudo Pardo está blasonado así: En campo de sinople, dos leopardos de oro, puestos en palo, y con manchas de sable. Castilla. |

| Blason à dessiner | El escudo Pardo está blasonado así: En campo de plata, un árbol de sinople, terrasado de lo mismo y superado de un águila de sable, pasmada. Santander. |

| Blason à dessiner | El escudo Pardo está blasonado así: Escudo partido:1º, en campo de oro, tres fajas de sinople, y 2º, en campo de plata, una faja de sinople, acompañada en lo alto y lo bajo de una cruz floreteada de plata. |

| Blason à dessiner | El escudo Pardo está blasonado así: En campo de plata, tres flores de lis de azur, bien ordenadas. Bordura de gules, con cuatro flores de lis, de oro. |

| Blason à dessiner | El escudo Pardo está blasonado así: Escudo cuartelado: 1º y 4º, en campo de oro, dos calderas de sable, y 2º y 3º, burelado de oro y sable. Brochante sobre el abismo una estrella de oro. |

|  | El escudo Pardo está blasonado así: Escudo partido: 1º, en campo de azur, cinco pinos de sinople, y 2º, en campo de gules, un pino de sinople, rodeado de cinco flores de lis de oro Variante de Asturias. |

### Compuestos y derivados

#### Pardo de Andrade
| Blason à dessiner | El escudo Pardo de Andrade está blasonado así: Escudo cortado: 1º, en campo de oro, una águila corondada, de sable; medio partido de sinople, con una banda de oro, engolada en cabezas de dragantes del mismo metal y bordura de plata con el lema AVE MARÍA GRATIA PLENA, de sable, y 2º, en campo de plata, un león rampante de gules, coronado de oro, medio partido de oro, con cuatro palos de gules, bordura general del 2º cuartel de azur, con ocho escudetes de oro, cada uno con una faja de azur. |

#### Pardo de Atín
| Blason à dessiner | El escudo Pardo de Atín está blasonado así: En campo de oro, dos torres de gules, unidas por un puente de lo mismo. |

#### Pardo de Cela
| Blason à dessiner | El escudo Pardo de Cela está blasonado así: Partido: 1º, en campo de azur, un viril de oro, con sus seis cruces del mismo metal, y 2º, en campo de gules, un águila de oro, exployada. |

#### Pardo de Figueroa
| Blason à dessiner | El escudo Pardo de Figueroa está blasonado así: Cuartelado: 1º, en campo de plata, cinco grifos de gules, puestos en sotuer; 2º, en campo de gules, dos castillos de oro, puestos en faja y aclarados de azur; 3º, en campo de oro, cinco panelas de gules, puestas en sotuer y 4º, en campo de azur, una cruz hueca y floreteada, de oro. |

#### Pardo de la Casta
| Blason à dessiner | El escudo Pardo de la Casta está blasonado así: En campo de plata, un árbol de sinople, terrasado de lo mismo, y un perro de sable, manchado de plata, rampante al tronco. |

#### Pardo de las Marinas
| Blason à dessiner | El escudo Pardo de las Marinas está blasonado así: En campo de oro, una banda de gules. |

#### Pardo de la Vega
| Blason à dessiner | El escudo Pardo de la Vega está blasonado así: En campo de oro, una castillo de su color natural, sumado de un águila de sable. |

#### Pardo de la Villa
| Blason à dessiner | El escudo Pardo de la Villa está blasonado así: En campo de gules, un brazo de oro, con la mano abierta, de plata. |

#### Pardo de Rivadeneira
| Blason à dessiner | El escudo Pardo de Rivadeneira está blasonado así: En campo de azur, cinco jarros (gomiles), de oro, puestos en sotuer. |